# Velvet (piosenkarka)
Velvet, właśc. Jenny Marielle Pettersson (ur. 5 listopada 1975 w Helsingborgu) – szwedzka piosenkarka popowa.

## Życiorys

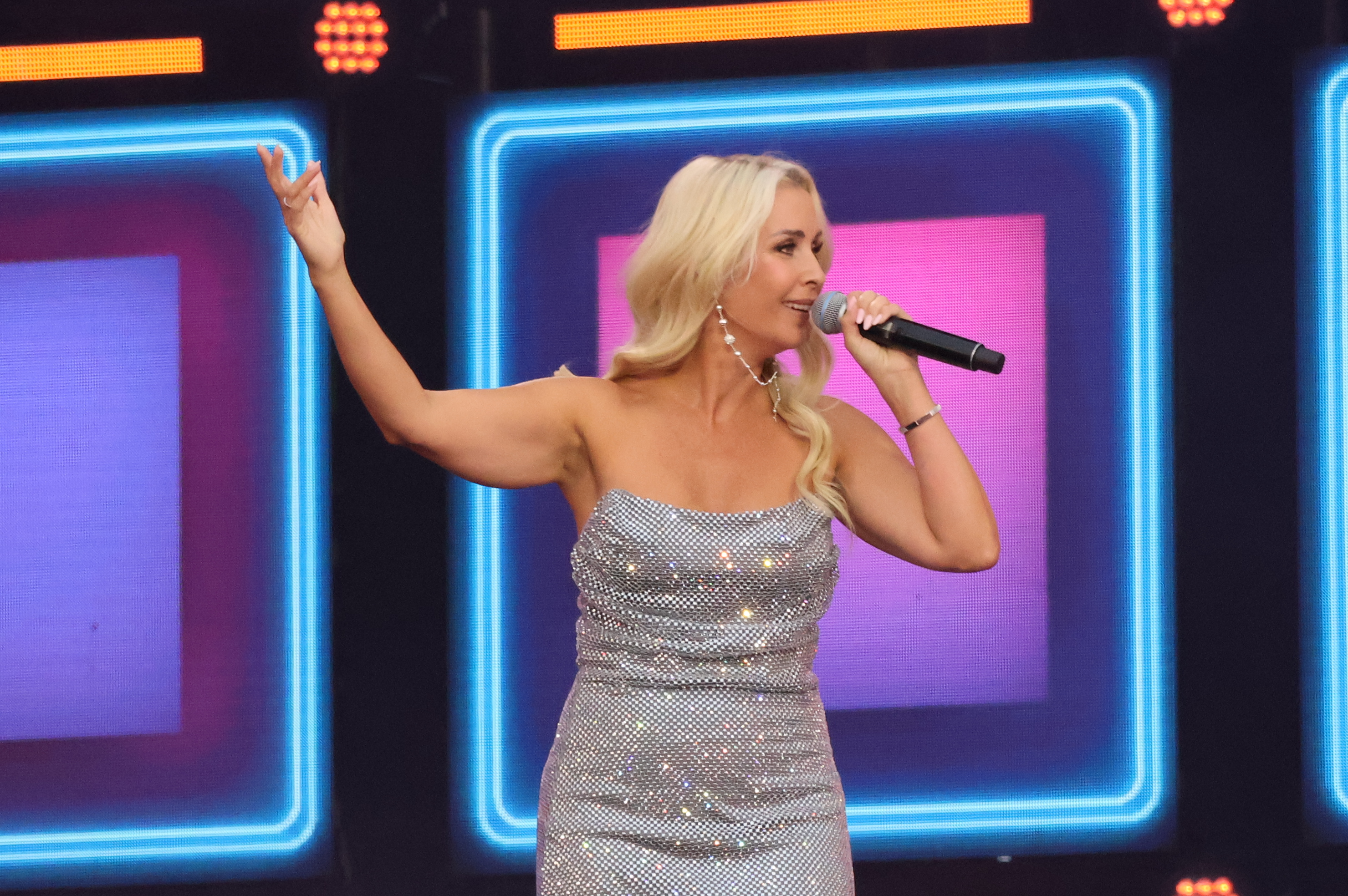
Velvet podczas koncertu Lato z Radiem i Telewizją Polską (Chorzów), 2025

W 1993, kiedy chciała zostać tancerką, wyjechała do Sztokholmu do szkoły baletowej Balettakademin.
W 2005 wydała debiutancki singel „Rock Down To” (Electric Avenue), który jest coverem piosenki Eddy’ego Granta. Utwór ten był obecny przez 22 tygodnie na szwedzkiej liście przebojów muzyki dance. Następnie wydałą singiel „Don’t Stop Moving”, który osiągnął umiarkowany rozgłos. Trzeci singel „Mi Amore” z 2006 stał się popularny w kilku europejskich krajach, takich jak Szwecja, Polska czy Bułgaria. Z piosenką startowała w Melodifestivalen 2006, szwedzkich eliminacjach do 51. Konkursu Piosenki Eurowizji. 7 sierpnia wydała debiutancki album studyjny pt. Finally.
W 2007 wydała singiel „Fix Me”, którym promowała reedycję albumu pt. Finally. W 2008 ukazały się dwa kolejne single wokalistki, „Take My Body Close” oraz „My Rhythm”. 30 marca 2009 wydała drugi album pt. The Queen. Z tytułowym singlem zajęła szóste miejsce w finale Melodifestivalen 2009.

## Dyskografia

### Albumy
| Rok                            | Tytuł                                                          | Najwyższa pozycja na liście | Najwyższa pozycja na liście | Najwyższa pozycja na liście |
| Rok                            | Tytuł                                                          | SWE                         | NOR                         | POL                         |
| ------------------------------ | -------------------------------------------------------------- | --------------------------- | --------------------------- | --------------------------- |
| 2006                           | Finally - Data: 20 marca 2006 - Wydawca: Bonnier Music, Canyon | 46                          | –                           | –                           |
| 2009                           | The Queen - Data: 18 marca 2009 - Wydawca: Bonnier Music       | 33                          | 17                          | 59                          |
| "—" pozycja nie była notowana. |                                                                |                             |                             |                             |

### Single
| Rok                                                       | Tytuł                                          | Album     | Najwyższa pozycja na liście | Najwyższa pozycja na liście | Najwyższa pozycja na liście | Najwyższa pozycja na liście | Najwyższa pozycja na liście | Najwyższa pozycja na liście | Najwyższa pozycja na liście | Najwyższa pozycja na liście |
| Rok                                                       | Tytuł                                          | Album     | SWE                         | FIN                         | POL                         | PRT                         | RUS                         | ROM                         | TUR                         | US Hot Dance                |
| --------------------------------------------------------- | ---------------------------------------------- | --------- | --------------------------- | --------------------------- | --------------------------- | --------------------------- | --------------------------- | --------------------------- | --------------------------- | --------------------------- |
| 2005                                                      | „Rock Down to (Electric Avenue)”               | Finally   | 6                           | –                           | 6                           | 19                          | 6                           | –                           | –                           | –                           |
| 2006                                                      | „Don’t Stop Moving”                            | Finally   | 8                           | –                           | –                           | –                           | 46                          | –                           | –                           | –                           |
| 2006                                                      | „Mi Amore”                                     | Finally   | 5                           | –                           | –                           | –                           | 6                           | –                           | –                           | –                           |
| 2007                                                      | „Fix Me”                                       | The Queen | 7                           | –                           | 32                          | –                           | 132                         | –                           | 65                          | 14                          |
| 2007                                                      | „Chemistry”                                    | The Queen | 8                           | 6                           | 20                          | –                           | –                           | 3                           | 10                          | –                           |
| 2008                                                      | „Déjà vu”                                      | The Queen | 2                           | –                           | –                           | –                           | –                           | –                           | 1                           | –                           |
| 2008                                                      | „Take My Body Close”                           | The Queen | 8                           | –                           | 18                          | –                           | –                           | –                           | –                           | –                           |
| 2009                                                      | „The Queen”                                    | The Queen | 13                          | –                           | –                           | –                           | –                           | –                           | –                           | –                           |
| 2009                                                      | „Come Into the Night”                          | The Queen | 44                          | –                           | 93                          | –                           | –                           | –                           | –                           | –                           |
| 2010                                                      | „My Destiny”                                   | The Queen | 43                          | –                           | –                           | –                           | –                           | –                           | –                           | –                           |
| 2010                                                      | „Victorious” (z Lindą Bengtzing)               | —         | 15                          | –                           | –                           | –                           | –                           | –                           | –                           | –                           |
| 2011                                                      | „Lovestrukk”                                   | —         | –                           | –                           | –                           | –                           | –                           | –                           | –                           | –                           |
| 2014                                                      | „Enemy”                                        | —         | –                           | –                           | –                           | –                           | –                           | –                           | –                           | –                           |
| 2015                                                      | „Friendly Fire”                                | —         | –                           | –                           | –                           | –                           | –                           | –                           | –                           | –                           |
| 2017                                                      | „Don’t Stop” (z Theresą)                       | —         | –                           | –                           | –                           | –                           | –                           | –                           | –                           | –                           |
| 2020                                                      | „Saturday or Sunday Night” (z House of Dreams) | —         | –                           | –                           | –                           | –                           | –                           | –                           | –                           | –                           |
| „–” oznacza, że singiel nie był notowany na danej liście. |                                                |           |                             |                             |                             |                             |                             |                             |                             |                             |